# Sericochroa mayeri
Sericochroa mayeri är en fjärilsart som beskrevs av William Schaus 1906. Sericochroa mayeri ingår i släktet Sericochroa och familjen tandspinnare. Inga underarter finns listade i Catalogue of Life.